# 苏联民航3519号班机空难
苏联民航3519号班机，是一班由图-154执飞，自克拉斯諾亞爾斯克飞往伊爾庫茨克的定期国内航班。1984年12月23日，该机起飞后不久，3号引擎起火，随后，飞机在进行紧急着陆时坠毁。共有110人在这起事故中丧生，只有一人生还。飞机也彻底损毁。

## 事故详情
1984年12月23日，莫斯科时间（GMT+8）下午2:08,苏联民航3519号班机自葉梅利亞諾夫國際機場起飞飞往大约879公里外的伊爾庫茨克國際機場。当时天气十分晴朗，能见度也很好。起飞后，飞机转向并爬升至1500米（4900英尺）高的空域。随后，地面管制准许飞机爬升至5700米高度。
不过，由于该机3号引擎低压压气机转盘上存在制造瑕疵，在飞机起飞两分零一秒后，这架正位于2040米高空，以300节速度飞行的飞机的3号引擎突然起火。然而，飞行工程师随后却错误地关闭了二号引擎，10秒钟后，他意识到了自己的错误并重启2号引擎。机组随即进行返航并做紧急降落。机组关闭了起火的三号引擎，不过灭火器却启动不了。同时，在毫无警告的情况下，2号引擎开始以起飞速度转动，机组亦无法通过节流阀控制推力大小。机组设法关闭了2号引擎，但燃料阀还开着。直至那时，火已经烧到了辅助动力系统（APU）并向2号引擎蔓延。大火损坏了飞机的电子设备，造成电力不足，液压失效。
由于火灾的破坏，对于飞行至关重要的引擎只剩下一个，飞行员无法继续控制飞机。飞机开始向右倾斜。下午2:15，在起火4分30秒后，这架飞机以50度的角度坠毁在跑道上。只有一名27岁的男子幸存，其余103名乘客全部遇难。

## 相关数据
涉事飞机于1979年首飞。
飞机起飞时，天气十分晴朗，当时天空中没有什么云彩，能见度约为3500米，温度-18摄氏度。事故的发生与当时天气状况全无关系。
机上共载有104名乘客和7名机组成员，其中有5名儿童。机上只有一人在事故中生还，地面上则无人伤亡。